# José Babini
 José Babini  (Buenos Aires, Argentina, 10 de maig de 1897 - 18 de maig de 1984) va ser un historiador de la ciència, enginyer i matemàtic. Punt de referència quan es parla de la història de la ciència a l'Argentina, va tenir el mèrit d'aconseguir que aquesta fos considerada com una disciplina independent al seu país.

## Joventut
La primera educació de José Babini va estar orientada a la seva aptitud per a l'aritmètica. Els propietaris de l'empresa constructora per a la qual treballava van reconèixer el seu talent i el van ajudar a costejar els seus estudis d'enginyeria civil en la Universitat de Buenos Aires.
El 1917 va tenir oportunitat de conèixer al matemàtic espanyol Julio Rey Pastor i pren al seu càrrec la redacció i edició de les notes de les conferències de sobre la teoria de les funcions de variable complexa de Julio Rey Pastor, a través del Centre d'Estudiants d'Enginyeria de la Universitat de Buenos Aires.
El 1918, s'inscriu en l'Institut Nacional del Professorat Secundari graduant-se de professor de matemàtica i cosmografia a l'any següent i d'enginyer civil a 1922.

## Professor
Malgrat ser ja un enginyer civil va preferir dedicar-se a l'ensenyament de la matemàtica, exercint per més de deu anys com a docent a la Facultat de Química Industrial de la Universitat Nacional del Litoral, en Santa Fe, institució de la qual va arribar a ser degà. La seva activitat matemàtica de professor es va dirigir a l'adopció de noves perspectives en l'ensenyament, insistint en l'ús de mètodes numèrics i gràfics, a tal punt que ell mateix es va constituir en el major especialista argentí en el camp de la matemàtica numèrica del seu temps.
També va ensenyar a la Facultat de Ciències de l'Educació, situada a Paranà, al Col·legi Nacional i l'Escola Industrial.
Juntament amb Julio Rey Pastor funda el 1936 la Unió Matemàtica Argentina i l'edició de la seva revista, que ho era també de l'Associació Física Argentina. El 1968 la UMA el va convertir en el seu primer membre honorari.
El 1938, convocat per la Universitat del Litoral i perseguit per la policia italiana (a causa de les lleis racistes promulgades per Mussolini i al seu activisme homosexual), arriba l'historiador de ciència italià Aldo Mieli, creador a Itàlia de l'Acadèmia Internacional d'Història de la Ciència i militant pioner del moviment d'alliberament homosexual. Babini i Mieli es van unir aleshores per crear en aquest any, per mitjà de Rei Pastor, l'Institut d'Història i Filosofia de la Ciència de la Universitat del Litoral (que va funcionar fins al juliol de 1943 quan va ser intervinguda la universitat) i editar una versió argentina de la revista europea Archeion ( Archives Internationales d'Historie des Sciences ). D'aquesta manera van aconseguir que la història de la ciència a l'Argentina deixés de ser una sumatòria d'històries de les disciplines o de biografies dels científics destacats per esdevenir una disciplina autònoma.
Entre 1942 i 1943 va dictar el primer curs al país de metodologia i història de la ciència a la Facultat d'Enginyeria Química.
El 1949 va publicar el primer llibre sobre història de la ciència a l'Argentina:  Història de la ciència Argentina . Aquest seria el primer d'una llista de més de 50 llibres, entre ells l'acabament de l'extensa i detallada  Història de la Ciència  començada per Aldo Mieli,  El saber en la història  (1971),  El segle de les llums : ciència i tecnologia  (1971) i el seu  Historia de la medicina  (1980), i de desenes d'articles sobre temes d'història i del pensament científic a l'Argentina. Els treballs de Babini en conjunt amb Julio Rey Pastor i el seu amic Aldo Mieli van originar un interès editorial pels treballs històrics sobre la ciència, publicant-se un important nombre d'obres sobre aquesta matèria. Babini a més va publicar diversos treballs a la revista  Physis  recordant i valorant les aportacions d'Aldo Mieli, mort el 1950.
El 1955 Babini va tornar a Buenos Aires i va ser nomenat degà interventor de la facultat de Ciències Exactes i Naturals de la Universitat Nacional de Buenos Aires. El 1957 va ser nomenat organitzador i rector interí de la Universitat Nacional del Nordeste i el 1958 director de Cultura del govern del president Arturo Frondizi. En aquest últim any va formar part del Consell Nacional d'Investigacions Científiques i Tècniques (CONICET) i es va convertir en el primer president del directori de l'Editorial Universitària de Buenos Aires (EUDEBA).
A aquesta alçada ja havia assolit reconeixement internacional i el 1980 obté el Gran Premi d'Honor de la Societat Argentina d'Escriptors (SADE).
Va acabar els seus dies presidint el Grup Argentí d'Història de la Ciència, fins a la seva mort als 87 anys.

## Homenatges
La Cambra de Diputats de l'Argentina va decidir, el març del 2004, designar la pàgina d'Internet corresponent a la Comissió de Ciència i Tecnologia, que funciona en el servidor de l'Honorable Cambra de Diputats de la Nació amb el nom de Professor José Babini.
La biblioteca de Babini en part es troba en la Societat Científica Argentina i és dirigida pel seu fill, Nicolas Babini. La resta es troba en el Departament de Recerca de la Universitat de Sant Martí.
| Precedit per: José Luis Romero | rector de la UBA 1956 | Succeït per: Alejandro Ceballos |